# Pickos budbilar

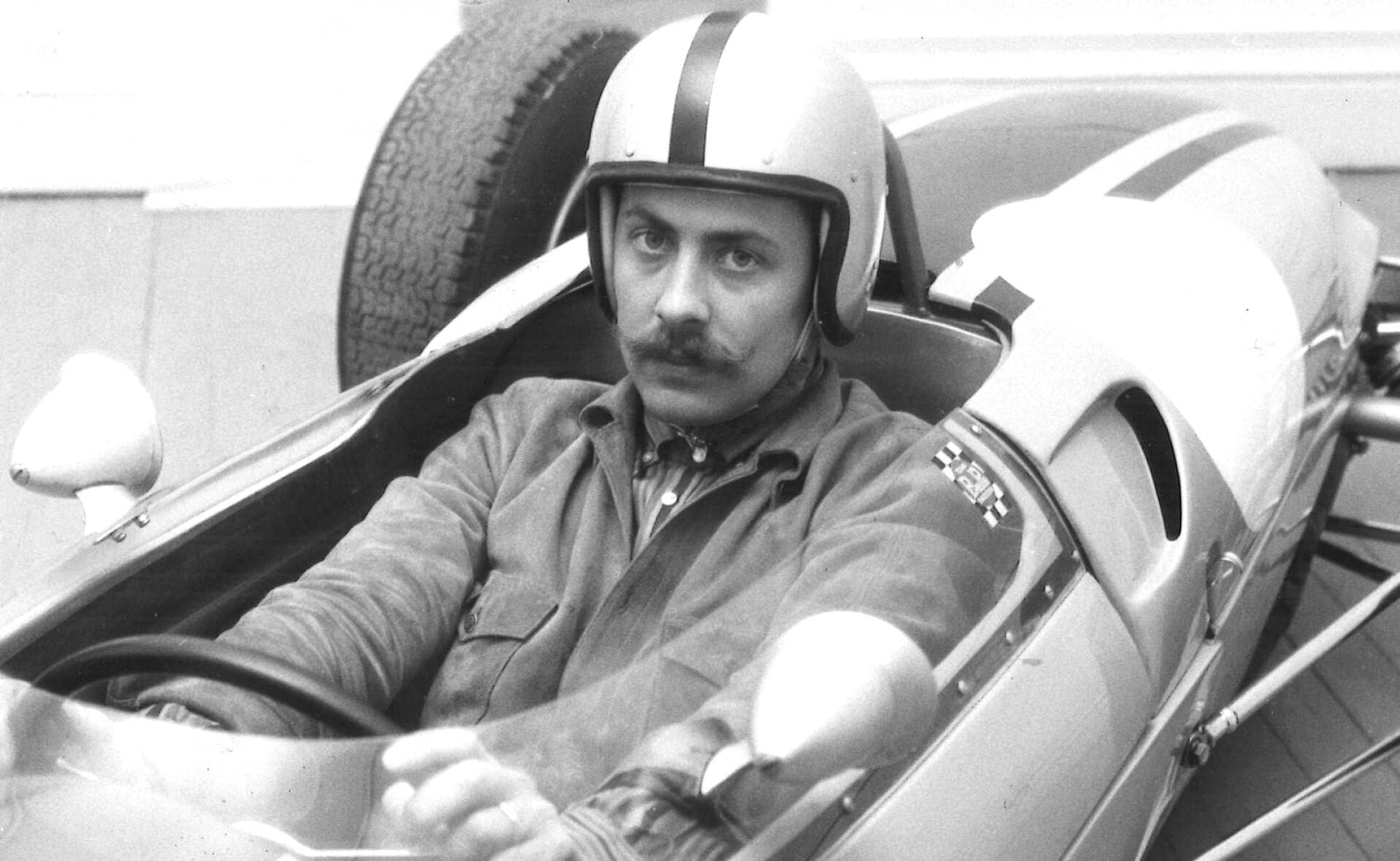
Grundaren Picko Troberg (1972).

Pickos budbilar (Picko's budbilar) var en svensk budbilsfirma grundad 1976 av den tidigare racerföraren Picko Troberg. Bolaget blev på 1970-talet känt genom sina gula bilar och för att till en början enbart ha kvinnliga budbilsförare. 
Den gula färgen hade Troberg redan använt på sina racingbilar. Bilarna hade texten "PICKO'S BUDBIL" skrivet i versaler på sidan och en stiliserad bild av Picko Troberg som varumärke, med hans karaktäristiska mustasch. Bolaget körde bland annat Renault 5. Verksamheten startade i Stockholm och spred sig genom franchise till Göteborg, Malmö och Norrköping. Picko's hade även ett samarbete med Bilspedition. Budbilsbranschen expanderade snabbt under 1970-talet och ersatte de varubud (så kallade springpojkar) som företag tidigare haft som anställda. Bland Picko's konkurrenter i Göteborg fanns bland andra Fangio och Ullevi express.
Bolaget slogs samman med samarbetspartner till Adena Pickos 1983 som i sin tur blev en del av Jetpak 2001.